# Rắn hổ đất thường
Rắn hổ đất thường (danh pháp khoa học: Plagiopholis styani) là một loài rắn trong họ Rắn nước. Loài này được Boulenger mô tả khoa học đầu tiên năm 1899.